# Danzonera Isora
Danzonera Isora Club es la primera orquesta danzonera de mujeres, procedente de México. Toma su nombre del danzón compuesto por Coralia López Valdés en 1941, la primera mujer en dirigir una Danzonera en el mundo.

## Historia
Natividad Cárdenas Morales, creadora y fundadora de la orquesta, se imaginó una danzonera compuesta por mujeres, y pese a que sabía lo complicado que sería en un gremio dominado por hombres, lo llevó a cabo. En sus palabras existe una competencia desleal:
Esto hace que la competencia sea en cierto sentido desleal, porque para empezar se les paga menos, los horarios en los que pueden salir a trabajar son en la noche y eso dificulta que a veces por sus hijos o hijas puedan ir, en fin, una serie de condiciones muy graves que hacen que esa competencia sea desleal.
Pese al enorme esfuerzo Danzonera Isora Club se ha logrado consolidar en el mundo de la música popular y en el gusto del público danzonero.

### Integrantes
La orquesta está compuesta por: Minerva Martínez Velasco, trompeta. Marisol Guillén Morales, trompeta. Fernanda Chávez Villagrán, trompeta. Fania Delgado Coronado saxofón. Iraís Quiñones Osorio, saxofón..Perla Siles Castañeda, saxofón. Dana Muñoz Ramírez, Sax. Marcia Raygoza del Razo,  saxofón, Eli Estrella Singer, voz. Cintya Muñoz Ramírez, timbal. Emma Juárez Islas, percusión menor. Claudia Frausto de la Rosa, bajo. Aurora Gerónimo, trombón. Noel Muñoz Vidal. Director Musical. Natividad Cárdenas Morales, directora Fundadora.
En enero de 2020 presentaron su primer disco Alma prisionera en el Salón Los Ángeles.
El 12 de febrero de 2023 presentaron su segundo disco titulado "Deliro y placer" en el Salón Los Ángeles. El nuevo disco está integrado por temas como "Naty", "El gran Márquez, "Sabrá Dios y por su puesto el que da nombre al álbum "Delirio y placer" que se grabó en dos versiones, una versión para bailar a ritmo de danzón y otra para escuchar que integra un solo de trompeta y violín.
Se han presentado en distintos salones de baile y en festivales como Tiempo de Mujeres, Danzón en el Zócalo, Morelos Música, entre otros.
A finales de marzo de 2025 participaron en el Festival Internacional Danzonero "Miguel Failde" In memoriam, hecho que las consolidó como una gran orquesta a nivel internacional, encantando con su interpretación y estilo único al público cubano y mexicano reunido en Matanzas, Cuba.